# Ekwok
Ekwok is een plaats (city) in de Amerikaanse staat Alaska, en valt bestuurlijk gezien onder Dillingham Census Area.

## Demografie
Bij de volkstelling in 2000 werd het aantal inwoners vastgesteld op 130.
In 2006 is het aantal inwoners door het United States Census Bureau geschat op 131, een stijging van 1 (0.8%).

## Geografie
Volgens het United States Census Bureau beslaat de plaats een oppervlakte van
44,9 km², waarvan 41,4 km² land en 3,5 km² water.

## Plaatsen in de nabije omgeving
De onderstaande figuur toont nabijgelegen plaatsen in een straal van 72 km rond Ekwok.